# Chabolismo en Bilbao
El chabolismo en Bilbao se dio principalmente a mediados del siglo XX como consecuencia de los grandes procesos migratorios del campo a la ciudad ocurridos durante las décadas de los años 40, 50 y 60 en España. Debido a las penurias causadas por la guerra civil, a la posterior sequía de 1944 y al consecuente bajo nivel que vida de las poblaciones rurales muchas familias emigraron hacia los núcleos urbanos y hacia los centros industriales del país como Bilbao. En el País Vasco a los que vivían en las chabolas los llamaban de forma despectiva chaboleros, coreanos, maketos, o belarrimotzak (orejas cortas), desertores del arado o trenak ekarritakoak (los que trajo el tren).
El aumento repentino de la población de la ciudad y la falta de planificación institucional provocaron una gran falta de vivienda, especialmente de vivienda asequible, lo que llevó a muchas de estas familias a construirse una chabola en los solares abandonados del centro y en los montes de los alrededores. En los años 50 llegaron a vivir en chabolas más de 26.000 personas, aproximadamente un 10% de la población. Mientras que Bilbao dobló su población algunos de los municipios como Santurce y Portugalete multiplicaron casi por cinco su población entre 1940 y 1970. La mayor parte de los barrios fueron derribados en 1961 y las familias trasladadas al poblado dirigido de Ocharcoaga, con viviendas para 18.000 personas.

## Historia
La dificultad de acceso a la vivienda en Bilbao por parte de las clases más desfavorecidas es un problema que se ha documentado por lo menos desde la revolución industrial de finales del siglo XIX, cuando las primeras olas de inmigrantes llegaron para trabajar en los sectores industriales en desarrollo durante esa época, como la minería, los altos hornos o los astilleros, y se asentaron en los primeros arrabales. Achuri, uno de los barrios más antiguos, fue uno de estos primeros asentamientos. La población de Bilbao pasó de 35.737 en 1867 a los 81.956 en 1900.
El segundo gran crecimiento de la ciudad se dio durante la Primera Guerra Mundial con la expansión de la industria química o la electrificación, y gracias a la postura neutral de España vivió un segundo periodo de expansión económica. Los distintos ensanches de Bilbao, como el ensanche de Abando, fueron pensados principalmente para mejorar la infraestructura urbana de los barrios acomodados, teniendo poco en cuenta las clases trabajadoras. Los siguientes planes comarcales de urbanización de 1945 y 1964 estuvieron enfocados a la anexión a Bilbao de municipios como Erandio (1940) y el valle de Asúa (1966), y su eje principal fue el industrial; supeditando e resto de las inversiones en infraestructuras necesarias para la industria.
En 1918, viendo la falta de viviendas de bajo coste de la ciudad, el Ayuntamiento creó el organismo Junta de Viviendas (actualmente Viviendas Municipales) con el objetivo de construir viviendas de tipo económico y alquilarlas. A lo largo de los años se fueron constituyendo otras constructoras benéficas locales como Viviendas Municipales de Bilbao, Viviendas de Vizcaya de la Diputación Provincial de Vizcaya, el Patronato Social de Viviendas Protegidas de Vizcaya del Gobierno Civil o Nazareth del obispado de Bilbao, Viviendas Municipales Sociedad en Comandita o la Obra Sindical del Hogar a través de las cooperativas de viviendas.

### Años 40 y 50
El fenómeno del chabolismo empezó a tomar peso después de la guerra civil durante la década de 1940, cuando se asentaban en la capital unas 3000 personas al año, cifra que pasó a 5000 en los 50. En España se dio un éxodo masivo del campo a las ciudades, y las áreas metropolitanas de Madrid, Barcelona y Bilbao fueron las que más crecieron, absorbiendo el 65% del total de la emigración española. Esta migración tuvo diversas causas entre las que se encuentran el estado de posguerra y crisis económica que trajo el conflicto, la pérdida de mano de obra debido a la muerte por la guerra o al exilio republicano, la sequía que se produjo en España durante la primera mitad de los años 40 o la política económica autárquica del Gobierno franquista. Los bombardeos de la batalla de Bilbao, que derrumbaron numerosos edificios de viviendas y dejaron en muy malas condiciones muchos otros, y la llegada masiva de inmigrantes provocaron un grave problema de falta de viviendas, tanto para las personas recién llegadas como para las que ya residían en la ciudad. Según el arquitecto de Elgóibar Pedro Muguruza en el libro Arquitectura popular española publicado en 1940, en España el 30% de las viviendas en España era insalubres, el 45% defectuosas, y únicamente el 25% reunía unas condiciones de salubridad aceptables.
La falta de viviendas asequibles provocó, además de los barrios de chabolas, que una gran cantidad de familias viviesen subarrendadas, compartiendo piso o incluso viviendo en pasillos en lo que se ha llamado como chabolismo invisible. Durante la primera mitad de los años 40 unas 50.000 personas vivían en régimen de subarriendo, en 1950 un 43,43% vivían compartiendo vivienda, y en los 60 esta cifra subió hasta casi las 100.000 personas, un 58,6% de la población. Bajo la premisa del existenzminimum de raíz racionalista, y bajo la guía del Instituto Nacional de la Vivienda, se construyeron algunos proyectos de vivienda social pública. La Central Nacional Sindicalista (el sindicato de la Falange) construyó algunas promociones en 1939, que la Obra Sindical del Hogar (OSH) asumió en 1941. El número de vivienda municipal fue muy bajo, entre 1939 y 1944 se construyeron menos de 400 viviendas sociales, muchas de ellas bajo las leyes de casas baratas, y entre entre 1944 y 1951 se construyeron 1.488. De promoción estatal se construyeron en Bilbao entre 1944 y 1951 1.069 viviendas a cargo de la Organización Sindical del Hogar. Tanto las municipales como las estatales tenían entre 40 y 70 metros cuadrados y casi todas estaban destinadas a la compra.
Bilbao presentaba problemas específicos en cuanto a su ejecución urbanística como su topografía montañosa y la escasez de suelo urbanizable, lo que provocó a su vez que se desarrollara con trama urbana de alta densidad. Las instalaciones industriales estaban entretejidas en la estructura de la ciudad, lo que provocaba problemas de salubridad y saneamiento, además de la alta contaminación de la ría, y la insuficiencia del pantano de Ordunte bajo de titularidad del Ayuntamiento de Bilbao generaba también problemas de abastecimiento de agua.
En 1946 se puso en marcha el Plan de Ordenación Urbanística y Comarcal de Bilbao y su entorno y se constituyó la Mancomunidad del Gran Bilbao para afrontar los cambios demográficos que se estaban dando tanto en Bilbao como en los municipios del área metropolitana. Este plan, pese a incluir a 26 municipios, se negoció entre el Ayuntamiento de Bilbao y el Ministerio de Gobernación por lo que en gran parte supeditó los intereses del crecimiento de Bilbao al resto de la región. A partir de los 50 la población del área metropolitana de Bilbao se multiplicó por dos en 20 años, pasando de 400.000 personas en 1950 a más de 800.000 en 1970.
Esta situación era común en las ciudades más industrializadas de la época como Madrid, Barcelona, Valencia o Gijón; y todas ellas tenían grandes asentamientos de chabolas. Según un informe oficial de 1950 el 25% de las viviendas españolas fueron categorizadas como “nocivas para la salud”, lo que llevó a aprobar el Primer Plan Nacional de Vivienda en 1955. La Orden Conjunta de 12 de julio de 1955 de dicho plan, entre otras cosas, exigía a las empresas de más de 50 empleados a construir viviendas para el 20% de los trabajadores permanentes. Las empresas de más de 50 empleados empleaban al 69% de los trabajadores industriales, y facilitaban la entrada de un piso o algún tipo de ayuda al trabajador (firmas, avales, etc), pero esta práctica podía dar paso a abusos por parte de los empresarios y como mecanismo de control social ya que tenían que dejar la vivienda en el caso que dejaran el trabajo. El 5 de septiembre de 1958 se firmó un decreto adjunto que obligaba la creación de comisiones para prevenir y sancionar la especulación, demoler las viviendas construidas sin permiso, regular y controlar la inmigración y sancionar la especulación (subdivisión de terrenos, construcción de edificios, venta o arrendamiento de los locales resultantes y la ocupación de ese tipo de edificios). El 18 de septiembre se publicó en el BOE un decreto prohibiendo explícitamente la construcción de chabolas en Bilbao.

### Años 60
En 1957 se creó el Ministerio de Vivienda bajo la dirección de José Luis Arrese, arquitecto nacido en Bilbao y antiguo ministro-secretario general del Movimiento, que aglomeró los distintos organismos estatales dedicados a la vivienda y al urbanismo como el Instituto Nacional de la Vivienda, encargado de «fomentar la construcción de viviendas protegidas y asegurar su mejor aprovechamiento». Fue uno de los cambios iniciados durante la etapa del desarrollismo.
La Ley de Vivienda Subvencionada, extendida a Bilbao a principios de 1958, y el XIII Plan de Urgencia Social de Vizcaya de 1959, diseñado según el Plan de Urgencia Social de Madrid tras el fracaso de los dos planes urbanísticos anteriores (Ley de Viviendas Bonificables de 1944 y 1948 y el Plan Nacional de Vivienda de 1955), introdujeron el factor de la iniciativa privada a la construcción de vivienda subvencionadas, además de apostar definitivamente por la propiedad de la vivienda frente al alquiler. Incluyeron medidas como exenciones tributarias, expropiación y liberalización de suelo o subvenciones a fondo perdido. Se inició la construcción de dos grandes proyectos de construcción de viviendas, 3.765 en Ocharcoaga y 328 en Uretamendi a través de una cooperativa de vivienda. El Plan de Urgencia Social de Vizcaya fue establecido a través del Decreto 876/1959 del 27 de mayo.
Durante los años 60 se volvió a reanudar el crecimiento industrial, frenado durante años tanto por la guerra como posteriormente por la política autárquica y la represión franquista al sector nacionalista basco. Vizcaya se benefició del Plan de Estabilización, que promovió la inversión privada y liberalizó el mercado, especialmente en los sectores de la siderúrgica del acero, arrabio y laminados. de las navieras y de las industrias químicas, que experimentaron aumento del 111%. Pese al crecimiento económico esta liberalización también supuso una pérdida de poder adquisitivo de los trabajadores y un aumento del coste de la vida. La población de Bilbao siguió creciendo un 32,54% en los años 50 y un 38,30% en los años 60.
1961 fue un año muy significativo en la historia del chabolismo de Bilbao ya que se entregaron los pisos del recién construido poblado dirigido de Ocharcoaga, con 3.644 viviendas. Tras el realojo de unas 18.000 personas en el polígono de viviendas de Ocharcoaga, se inició una operación de derribo del Plan de Absorción de Chabolas el 10 de agosto de 1961 llamada Derribo-Chabolas, llevada a cabo con la colaboración con el Ejército de Tierra debido a la resistencia de muchos de sus habitantes. Esta operación, y el traslado de la gente a Ocharcoaga, fue utilizado por el régimen como un elemento propagandístico, publicitada en el NO-DO y en otros medios de comunicación. La operación duró tres meses. Pese a que oficialmente la última chabola de Bilbao fue demolida en 1961, según un informe de Cáritas Bilbao de 1965 la ciudad todavía contaba con 15.000 personas viviendo en infraviviendas. El urbanismo planteado por el Plan de Absorción de Chabolas primaba los bajos costes por encima del bienestar de las personas que tenían que vivir en estos barrios nuevos.
El Estado construyó cuatro promociones con un total de 6.636 viviendas entre 1944 y 1966, que fueron: San Ignacio de Loyola. Fase I. (entre 1944 y 1951 con 1.069 viviendas de la OSH) y Fase II. (entre 1952 y 1966 con 2.332 viviendas de la OSH), Artazubekoa. Errekaldeberri. (entre 1955 y 1960 con 240 viviendas del INV), Siete Campas. Zorroza (entre 1955 y 1962 con 392 viviendas de la OSH) y Ocharcoaga (entre 1959 y 1964 con 3.672 del Ministerio de Vivienda). La construcción de Ocharcoaga y Uretamendi fue insuficiente y se tuvieron que construir otros barrios como Recaldeberri, Zorroza o Uribarri. Como los vecinos de las chabolas tenían que pagar el préstamo o el alquiler de las nuevas viviendas las familias con menos recursos, la mayoría población gitana, siguió viviendo en chabolas.
Como consecuencia de la disminución del intervencionismo estatal durante la época del desarrollismo, y de las distintas leyes y planes urbanísticos que buscaban la inversión privada, aumentó la especulación y el precio del suelo de Bilbao se triplicó en los años 60, lo que llevó a un encarecimiento de la vivienda. La falta de vivienda asequible y la migración continua de personas del campo a la ciudad provocaron un segundo repunte del chabolismo en los años 70. Algunas de las zonas de Bilbao con presencia de núcleos de chabolas en los años 70 fueron Ollargan, Buya, Peñascal, Iturrigorri, Irusta, Arraiz, el Castillo, Monte Carmelo, Zorroza y Arriagas.
A partir de los años 70 el fenómeno se volvió más minoritario, y se fue vinculando cada vez más con los gitanos, lo que hizo que aumentara todavía más la estigmatización dirigida hacia estos barrios. Se realizaron varias nuevas promociones de vivienda social en los barrios de Uribarri, Txurdinaga o La Peña, y se fueron derribando los pequeños núcleos que quedaban o que iban apareciendo.

## Características arquitectónicas y urbanísticas
Las chabolas se construían tanto en terrenos ocupados ilegalmente como en parcelas que se alquilaban o se vendían, muchos de ellos no urbanizables. Muchas familias tenían un pequeño huerto, y en ocasiones también animales como conejos o gallinas. En las zonas más pobladas se alineaban formando pequeñas calles. Según el censo de chabolas realizado por el Ayuntamiento en 1955 había 26.314 personas viviendo en 4.987 chabolas, lo que daba una media de entre 4 y 5 personas por chabola. Según el censo existían 715 chabolas, 894 semichabolas y 3.776 casas de ladrillo y revoque. El conjunto de los barrios periféricos que rodeaban la ciudad eran llamados el Cinturón de la Miseria o Cinturón de Hojalata. Los barrios carecían de cualquier tipo de centro social, cultural, colegios o centros sanitarios exceptuando los pocos casos en los que los vecinos se organizaban para construir una iglesia, que servía también de escuela y centro social. De los 26 suburbios existentes diez tenían escuela y cinco tenían atención sanitaria gratuita. Sólo tres contaban con centro comunitario (Uretamendi, Oilargan e Ibarsusi), y diez con iglesia, todas ellas construidas por la diócesis.
Las chabolas estaban construidas en su mayoría de cartón o madera, y las que aguantaban el paso del tiempo se iban reformando; medían unos 18 metros cuadrados y tenían una altura interior de 2,2 metros. El suelo acostumbraba a ser de arcilla pisada, a veces cubierto con tablas de madera, y el techo de tela asfáltica, chapa o en menor medida de teja. Tenían una o dos habitaciones, y carecían de saneamiento y agua corriente. Las chabolas se construían a escondidas, muchas veces de noche para evitar que las derribaran, aunque en la periferia las autoridades eran más permisivas que en el centro. Todas ellas ilegales, levantadas sin permiso de construcción y en terrenos de propiedad privada; pero aunque su construcción fuera ilegal el 65% de las familias eran propietarias de la chabola en la que vivían y se la habían construido ellos mismos. El precio de una chabola variaba según su calidad, una chabola precaria podía costar unas 4.000 pesetas, una de madera con mejoras alrededor de las 23.000 y una de ladrllo u hormigón 47.700 de media.
El informe que realizó Cáritas Bilbao sobre el estado de la vivienda en 1965 señalaba que muchas de las casas de los barrios que quedaban tras la operación Derribo-Chabolas de 1961 tenían características similares a las chabolas. Estos barrios eran Peñascal, San Antonio, Monte Caramelo, Masustegi, Camino de Arraiz, Recalde, Betolaza, Ollargan, Irusta, y Buya. Eran casas pequeñas con dos o tres habitaciones, de ladrillo, y no contaban con acceso a agua corriente ni alcantarillado (excepto en Ollargan). La electricidad era el servicio que se conseguía primero en la mayoría de barrios, y con los años se realizaron las obras necesarias para canalizar el agua corriente y el alcantarillado, aunque en la mayoría de ellos estas obras no se realizaron hasta los años 70. A nivel urbanístico muchas de las obras para adecuar accesos y otros servicios como escuelas, iglesias o centros culturales se realizaban mediante trabajo comunitario.

## Características sociales
Se realizaron dos grandes censos en los que se puede encontrar información diversa sobre las personas que vivían en este tipo de barrios. El primero fue un censo elaborado por el Ayuntamiento de Bilbao en 1955, en el que se recabó información sobre 33 barrios, centrándose sobretodo en el hombre de la familia. Se recogieron datos personales como la edad, origen, cuánto llevaba en Bilbao, cuánto tiempo llevaba viviendo en una chabola, oficio y salario. Con el resto de miembros de la familia eran menos exhaustivos. La mayoría provenían de Castilla y León, Andalucía y Galicia, además de otros lugares como Cantabria o Vizcaya. El censo elaborado por el Ayuntamiento en 1955 hablaba de 825 chabolas con 3.702 habitantes. En La Gaceta del Norte, 12 de marzo de 1961, pág. 16., un reportaje elevaba la cifra hasta 4.987 viviendas y 26.314 personas.
En 1961 se publicó un segundo estudio llamado Los suburbios, esta vez realizado por los estudiantes de la Universidad de Deusto Tiburcio Alonso Corral y José María Buxens Thos, con un enfoque más enfocado en la parte social y el día a día de la vida en los barrios de chabolas. Los dos estudiantes estuvieron viviendo en una chabola durante meses para realizar el estudio, de corte antropológico.
Una de las características principales de la vida en una chabola era el hacinamiento, debido a que eran viviendas muy pequeñas y porque en muchas ocasiones se compartían entre varias familias, una por habitación. Era común que se sumaran nuevos miembros familiares o amigos venidos de los pueblos de origen, y compartían la chabola de forma temporal hasta que no consiguieran una vivienda propia. Vivían cinco personas de media por chabola, y lo más habitual era que el matrimonio tuviera una cama y los hijos compartieran otra. La radio era uno de los pocos electrodomésticos que tenían en las chabolas, presente en la mitad de las chabolas, y a menudo se reunían en casa de los que tenían radio para escuchar las noticias, el partido o las radionovelas. El vínculo social y familiar fue uno de los principales ejes que dieron forma a los barrios de chabolas ya que muchas de las personas que llegaban a Bilbao se establecían en los barrios donde tenían algún tipo de comunidad, ya fuera por familia o lugar de procedencia. Estos vínculos no solo facilitaban el acceso a la vivienda, aunque fuera subarrendando una habitación en una chabola, sino también al trabajo, o brindando apoyo en el proceso de adaptación e integración en la gran ciudad.  Lo más habitual era que se compartiera vivienda con otro miembro de la familia y sus hijos, ya que tres cuartas partes de las familias tenían dos o más hijos.
El paro era algo anecdótico. Muchos trabajadores mantenían el trabajo rural, ya fuera de temporero (castellanos, extremeños o andaluces) o de producción en una pequeña parcela (gallegos), y lo compaginaban con trabajos también temporales en el sector de la construcción. Esta situación era más común entre los hombres jóvenes y los temporeros que viajaban sin familia. Se instalaban en casas de huéspedes o en pensiones, a lo que llamaban estar de patrona, o alquilaban una habitación compartiendo el resto de estancias comunes, a lo que se le llamaba estar de vecinos. A medida que venían sus familias y se asentaban una de las máximas aspiraciones era la de comprar un piso, lo cual era una forma de ahorrar, y a la vez era un valor que el régimen quiso potenciar; entre otras cosas poniendo en régimen de compra prácticamente la totalidad de las viviendas públicas construidas durante el franquismo. Entre 1957 y 1967 el número de hipotecas otorgadas por las cajas de ahorros para la compra de viviendas en Vizcaya se multiplicó por 10. La propiedad de la vivienda fue una herramienta ideológica del régimen mediante la que se pretendía disminuir la conflictividad social y la lucha de clases convirtiendo a la clase obrera en propietarios de su vivienda.
Como en el resto de barrios las únicas mujeres con trabajo asalariado (alrededor del 10%) eran en su mayoría viudas y las solteras, así como las que tenían el marido desaparecido o internado en alguna institución (hospital, hospital psiquiátrico, campo de concentración franquista, etc.). Existía un gran número de mujeres viudas que vivían en las chabolas, en parte debido a que cuando enviudaban no podían mantener a sus hijos por la falta del sueldo del marido y no se podían pagar ni una habitación. La mayor parte de las mujeres trabajaban de criadas, pero también había las que trabajaban en la venta ambulante, la venta de chatarra o la fabricación de objetos de mimbre. La mayoría de las mujeres de los barrios de chabolas no trabajaban y se dedicaban a cuidar de la casa y de los hijos. Entre los trabajos que más tiempo consumía a las mujeres era el de ir a buscar agua, que les llevaba entre media hora y dos horas diarias dependiendo de dónde se encontraba la fuente más cercana. El trabajo de lavar la ropa también requería mucho tiempo, y le dedicaban entre dos y tres horas cada vez que tenían que realizar la colada.
Según una encuesta realizada en 1957 por estudiantes de la Universidad de Deusto la media de edad de los chabolistas era de 23 años, y prácticamente no había gente mayor. El 31% de las personas tenían menos de 9 años. El 50% de los hombres trabajaban como peones sin especializar y el 20% como peones especializados. El 22% de los adultos eran analfabetos.
Aunque la asistencia a misa era mínima las organizaciones católicas tuvieron importancia en temas como la creación de escuelas o dispensarios, así como con la facilitación de reunión de las asociaciones de vecinos en las parroquias que sirvió para organizar los movimientos reivindicativos. Algunos de los párrocos que se afincaban en este tipo de barrio estaban relacionados con la Iglesia de base, y en Uretamend y Los Caños los curas vivían en el mismo barrio. Organizaciones benéficas como Cáritas, la Sección Femenina o el centro de asistencia La gota de leche de la plaza Bombero Echániz se dedicaban a repartir alimentos como leche en polvo o azúcar en los barrios pobres, o organizaban cocinas dónde se podía recoger un plato de comida o vales. Algunos curas vivían en los mismos barrios y se implicaban en la mejora de estos como los párrocos Berri y Armentia de la parroquia Nuestra Señora de Belén en Uretamendi o el párroco José Martínez de Masustegui, apodado “El Gallego”. David Armentia puso en marcha la Cruz de Oro de la Asociación de Personas Adictas en Rehabilitación en el barrio de Uretamendi.
Aprovechando la Ley de Asociaciones de 1964 muchos de los vecinos de los barrios de chabolas y de polígonos de viviendas de nueva construcción empezaron a organizarse en asociaciones de vecinos para exigir mejoras en sus barrios y de lucha por una vivienda digna, que con el tiempo sirvieron como germen de otros movimientos políticos de lucha antifranquista. Los barrios que se organizaron en asociaciones consiguieron mejoras más rápido que los que no lo hicieron, exceptuando aquellos que se levantaban en terrenos públicos, que fueron los que más tardaron en recibir ayuda publica ya que el Ayuntamiento se escudaba en la ilegalidad de estos. Las asociaciones de vecinos más potentes durante los últimos años del franquismo y durante la Transición fueron las de Rekalde y las de Ocharcoaga. En 1978 algunos vecinos de Uretamendi, tras numerosas peticiones y posteriores manifestaciones frente al Ayuntamiento secuestraron un autobús (el 27) para reivindicar la falta de transporte público en el barrio. Una vez subido lo aparcaron en la plaza central y deshincharon las ruedas. El secuestro de autobuses se dio en otras ocasiones en aquella época como una de las herramientas que utilizaba la lucha vecinal, tanto en Bilbao con otro caso que se subió al barrio de Betolaza, como en Barcelona con el secuestro del 47 en el barrio de Torre Baró, en Can Franquesa  (Santa Coloma de Gramenet) el 2 de agosto de 1973, los tres secuestros entre mayo y julio de 1974 en los barrios de Verdún y Les Roquetes), o el secuestro en La Prosperidad en 1977.

## Barrios de chabolas
Los principales asentamientos de chabolas se encontraban en los montes que rodean Bilbao, en las dos orillas de la ría. En el centro se construyeron también algunos asentamientos pequeños en los solares vacíos del ensanche en las calles Elcano, Alameda Urquijo, General Eguía, Perez Galdos, Particular de Allende y Luis Briñas, Campa de los Ingleses entre otras.
Lista de barrios hasta los años 60:

### Abandoibarra
- Campa de los Ingleses. Creado en 1940, tenía 189 habitantes en 1955 y 335 en 1961. Provenían mayoritariamente de Bilbao y Castilla. Las familias fueron trasladadas a Ocharcoaga. La mayoría de las chabolas eran de ladrillo, tenían luz eléctrica pero sistema de saneamiento. Había una taberna y una capilla, pero no tenía escuela. Según el estudio de Los suburbios de 1961 era el barrio más peligroso. Actualmente en los terrenos se encuentra el museo Guggenheim.[33][1]

### Encima de Deusto
- Miramar. Creado en 1953, tenía 12 habitantes en 1955. Provenían mayoritariamente de Castilla. Las familias fueron trasladadas a Ocharcoaga.
- Camino a Ugasko. . Creado en 1945, tenía 13 habitantes en 1955 y 11 en 1961. Provenían mayoritariamente de Bilbao. Las familias fueron trasladadas a Ocharcoaga.
- Ugasko. Creado después de 1955, tenía 247 habitantes en 1961. Las familias fueron trasladadas a Ocharcoaga.
- Buenavista. Creado en 1953, tenía 61 habitantes en 1955. Provenían mayoritariamente de Castilla y León y Andalucía. Las familias fueron trasladadas a Ocharcoaga.

- Camino a Berriz. Creado en 1953, tenía 37 habitantes en 1955 y 108 en 1961. Provenían mayoritariamente de Galicia y Bilbao. La primera asociación vecinal del barrio se creó en 1956 y se dedicó a realizar mejoras en la infraestructura del barrio mediante trabajo comunitario. Las familias fueron trasladadas a Ocharcoaga.[1]

### Archanda
- Cantera de Archanda. Creado en 1954, tenía 68 habitantes en 1955 y 303 en 1961. Provenían mayoritariamente de Galicia. Las familias fueron trasladadas a Ocharcoaga.

- Cuesta de Archanda. Creado en 1945, tenía 54 habitantes en 1955 y 164 en 1961. Provenían mayoritariamente de los alrededores de Bilbao. Las familias fueron trasladadas a Ocharcoaga.
- Doce Amigos. Creado en 1953, tenía 37 habitantes en 1955 y 108 en 1961. Proveniencia variada. Las familias fueron trasladadas a Ocharcoaga.

- Carretera de Haizeola. Creado en 1948, tenía 20 habitantes en 1955. Provenían mayoritariamente de Vizcaya, Cantabria y Burgos. Las familias fueron trasladadas a Ocharcoaga.
- Antiguas vias del tren de Lezama. Creado en 1941, tenía 165 habitantes en 1955 y 79 en 1961. Provenían mayoritariamente de Bilbao y Castilla y León. Las familias fueron trasladadas a Ocharcoaga.
- Loruri. Creado en 1944, tenía 41 habitantes en 1955 y 158 en 1961. Provenían mayoritariamente de Vizcaya y Castilla. Las familias fueron trasladadas a Ocharcoaga.
- Subida a Ocharcoaga. Creado en 1941, tenía 40 habitantes en 1955. Provenían mayoritariamente de Cantabria y Bilbao. Las familias fueron trasladadas a Ocharcoaga.
- Los Caños. Creado en 1946, tenía 306 habitantes en 1955 y 96 en 1961. Provenían mayoritariamente de Galicia y Cantabria. La mayoría de familias fueron trasladadas a Ocharcoaga aunque el asentamiento se mantuvo.
- Monte Banderas (Elorriaga). Creado en 1953, tenía 158 habitantes en 1955 y 286 en 1961. Provenían mayoritariamente de Galicia y Castilla. Tenía una iglesia y varias asociaciones religiosas como la HOAC o los Testigos de Jehová. Las calles tenían iluminación pero no agua corriente ni fuente.[1] Las chabolas, levantadas sin permiso, fueron derribadas por el Ejército el 29 de agosto de 1961 y las familias fueron trasladadas a Ocharcoaga.[27]
- Monte Cabras. Creado en 1951, tenía 127 habitantes en 1955 y 370 en 1961. Era el mayor de los asentamientos y provenían mayoritariamente de A Coruña. La primera asociación vecinal del barrio se creó en 1959 y consiguió que llegara electricidad a las casas y que el Ayuntamiento instalara 18 puntos de luz en las calles. No tenía ni agua ni red de saneamiento. Las familias fueron trasladadas a Ocharcoaga.[1]

### Basurto-Zorroza
- Puente de la avenida Jose Antonio. Creado en 1942, tenía 129 habitantes en 1955. Provenían mayoritariamente de Bilbao. Los terrenos eran propiedad de la Renfe, y a lo largo de los años fueron derribando las chabolas con la intervención de la policía, pero se volvían a construir al cabo de poco tiempo. Algunas familias fueron trasladadas a Ocharcoaga.
- Calle Luis Briñas. Creado en 1948, tenía 119 habitantes en 1955 y 65 en 1961. Provenían mayoritariamente de Bilbao. Las familias fueron trasladadas a Ocharcoaga.
- Estación. Creado en 1953, tenía 18 habitantes en 1955. Provenían mayoritariamente de Burgos, Cantabria y Arcentales. Las familias fueron trasladadas a Ocharcoaga.
- Calle de los Capuchinos. Creado en 1952, tenía 39 habitantes en 1955. Provenían mayoritariamente de Galicia y Bilbao. Las familias fueron trasladadas a Ocharcoaga.
- Irusta. Creado a finales de los 50, tenía más de 150 habitantes en 1961. La mayoría de familias fueron trasladadas a Ocharcoaga aunque el asentamiento se mantuvo un tiempo más con 14 viviendas.
- Zorroza. Tenía tres fuentes y los vecinos construyeron una red de saneamiento y luz eléctrica mediante trabajo comunitario. Había dos bares, una enfermería y varias tiendas.[1]

### Alrededor de Altamira
- Masustegui. Creado en 1943, tenía 127 habitantes en 1955 y 2700 en 1961. Provenían mayoritariamente de Galicia. Contaba con una asociación vecinal muy fuerte que consiguió una escuela, red de saneamiento y dos fuentes. La escuela la financiaron las familias y se instaló en la capilla, dónde también se puso en marcha una escuela nocturna para adultos y un cine. Las casas tenían luz eléctrica pero las calles no.[1] Las chabolas fueron mejoradas progresivamente durante los años y el barrio se mantiene en pie hoy en día.[34]
- Monte Carmelo. Creado en 1946, tenía 57 habitantes en 1955 y 520 en los 60. Provenían mayoritariamente de Bilbao. Las casas tenían luz eléctrica pero las calles no.[1] Las familias fueron trasladadas a Ocharcoaga.
- Monte Cobetas. Se divide en subnúcleos: el barrio de la carretera de Kobeta, la montaña de Kobeta, el castillo, la fortaleza y Aristizabala. Creado en 1937, tenía entre 100 y 150 habitantes en 1951 y unos 250 habitantes en 1955. Provenían mayoritariamente de Galicia y Bilbao. Las casas tenían luz eléctrica pero las calles no.[1] Algunas de las chabolas se mantuvieron con el tiempo y se fueron remodelando hasta hoy en día.
- San Ignacio. Creado en 1949, tenía 46 habitantes en 1955. Provenían mayoritariamente de Cantabria. El núcleo fue creciendo hasta los años 70 y perdura hasta hoy, con las casas reformadas.

### Encima de Recaldeberri
- Betolaza. Creado en 1953 a partir de la parcelación de una finca, tenía 300 habitantes en 1956. Los habitantes compraron las parcelas y fueron remodelando las chabolas transformándose en un barrio de autoconstrucción. No fue aceptado como barrio de pleno derecho hasta 2019.[35]
- San Antonio de Echebarri. Creado en 1945, tenía 43 habitantes en 1955 y 550 en 1962. Provenían mayoritariamente de Santander y Burgos.
- Iturrigorri y Gardeazabal. Algunas de las familias fueron trasladadas a Ocharcoaga.
- El Peñascal. Creado en 1949, tenía 105 habitantes y una escuela. Provenían mayoritariamente de Castilla. En 1964 las familias constituyeron una cooperativa y construyeron sus propias casas a precio de coste.
- Camino de Armotxaco. En 1951 se censó una chabola con una familia procedente de Burgos.
- Calle Entrambasaguas. Creado en 1947, tenía 42 habitantes en 1955. Provenían mayoritariamente de Bilbao y Galicia.
- Uretamendi. Creado en 1948, tenía 490 habitantes en 1955. Provenían mayoritariamente de Castilla y Extremadura. Los vecinos construyeron una iglesia, desagues, una fuente y otras infraestructuras urbanísticas. En las casas no se permitió la instalación de luz eléctrica debido al riesgo de incendios pero si había luz pública en las calles y en la capilla, que servía de escuela, centro comunitario, cine y teatro. También consiguieron que llegara la recogida de basuras. La primera asociación vecinal se creó en 1958 y se llamó San José Obrero. Los vecinos construyeron sus propias casas a través de esta asociación en el mismo barrio, con una subvención de 30.000 pesetas por piso aportada por el Instituto Nacional de la Vivienda. Entre 1966 y 1971 se construyeron 136 viviendas más una vez allanado el monte Gaztelapiko, lo que hicieron un total de 491 viviendas.[1]
- Torreurizar. Creado en 1938, tenía 111 habitantes en 1955. Provenían mayoritariamente de Castilla, Bilbao y Cantabria.
- Larrasquitu superior. Creado en 1947, tenía 52 habitantes en 1955. Provenían mayoritariamente de Galicia y Bilbao.
- Calle Sagarminaga. Creado en 1915, tenía 38 habitantes en 1955. Provenían mayoritariamente de Bilbao y Galicia.
- Buia. En 1957 el propietario del terreno lo dividió en parcelas y vendió algunas de ellas, y en 1958 construyó varias hileras de cabañas bajo autorización municipal. A mediados de los 60 tenía unos 800 habitantes.[36]
- Ibarsusi. Tenía una capilla con escuela para 200 niños y una escuela nocturna para adultos.[1]

### Arrigorriaga
- Oilargan. Las primeras chabolas las levantaron en 1949 un grupo de gitanos nómadas y en 1959 tenía 2.500 habitantes. A través de la movilización vecinal consiguieron luz eléctrica, red de saneamiento y suministro de agua. También construyeron una escuela, un consultorio y una enfermería gestionada por voluntarios. Tanto la asociación vecinal como asociaciones obreras cristianas como la HOAC y la JOC eran fuertes en el barrio.[1]

### Echebarri
- Los primeros asentamientos se realizaron en 1950, y llegó a tener 2.450 habitantes. El ayuntamiento de Echebarri instaló un sistema de saneamiento y tres fuentes públicas. Las casas tenían luz eléctrica pero las calles no. La primera asociación vecinal se creó en 1958.[1]

### Poblado dirigido de Ocharcoaga
El poblado dirigido de Ocharcoaga se empezó a construir en 1959 de la mano de la Obra Sindical San Ignacio de Loyola bajo las directrices de los poblados dirigidos, y se construyeron 3.644 pisos en un año, tras lo que su gestión fue transferida a Viviendas Municipales del Ayuntamiento de Bilbao. Se construyeron en una zona con mucha pendiente, a 3km del centro de Bilbao, y con un precio de suelo muy barato (6 pesetas el metro cuadrado).
Las viviendas estaban organizadas en 114 bloques con una superficie de 49 m² como mínimo y 65 m² como máximo, y llegó a ser la mayor promoción de vivienda pública de Bilbao hasta la fecha. Los edificios fueron construidos con técnicas y materiales de mala calidad y se tuvo que aprobar un reformado adicional en 1963 debido a que se encontraron desperfectos en un 77% de los pisos. Durante las décadas siguientes se volvieron a reformar los edificios en varias ocasiones. 
El total de edificios complementarios que se diseñaron para Otxarkoaga fueron dos iglesias, tres centros comerciales, tres colegios, un centro cívico y diez casas para vigilantes. El complejo fue inaugurado por Franco el 20 de Junio de 1964.
De todas las viviendas adjudicadas en Ocharcoaga 2.416 fueron para familias procedentes de las chabolas, y el resto fueron adjudicadas por el Ministerio de vivienda como beneficiarios o como inquilinos "normales" (no procedentes de chabolas).

## Legado cultural

### Audiovisual
En la época se rodaron varios documentos audiovisuales propagandísticos, principalmente para el noticiero del réginmen NO-DO. En 1961 Jorge Grau dirigió un documental llamado Ocharcoaga sobre la construcción del poblado dirigido de Ocharcoaga en el que se mencionan los nucleos chabolistas de Campa de los Ingleses, monte Banderas, monte Cabras en Eneku, puente bajo San Mamés, San José, Uretamendi, Los Caños, La Peña o Majuste. Este documental fue encargado por Franco y tenía como objetivo ensalzar la labor del Ministerio de la Vivienda de España para solucionar el problema del chabolismo en Bilbao. No fue accesible al público hasta 2008.
Otro documental rodado en los 60 es el de ¿Bilbao?, dirigido a título individual por Policarpo Fernández Azcoaga, y con un enfoque de denuncia social de las chabolas de Bilbao.

### Literatura
El escritor bilbaíno Gabriel Aresti escribió a menudo sobre los barrios de chabolas de la ciudad, y sus personajes hablan de la pobreza, el exilio y la vida diaria del Bilbao de la posguerra. Algunas obras que hablan del tema de las chabolas son la obra de teatro Oilarganeko etxola batean (Una chabola en Oilargan), el poema Bizkaitarrak o el relato corto Jainkoa jaio da Otxarkoagan (Dios ha nacido en Ocharcoaga).
El sacerdote jesuita Martín Vigil publicó en 1960 la novela Una chabola en Bilbao, ambientada en un poblado ficticio de Aretamendi haciendo referencia al barrio de chabolas de Uretamendi. A través de la novela pretendía denunciar las bajas condiciones de vida que sufrían los habitantes de los suburbios de Bilbao.
Josemi Benítez publicó una historia gráfica en 2019 llamada Las casitas de hojalata, ambientada en el núcleo de chabolas del monte Archanda.